# Wang Zhouyu
Wang Zhouyu (en chino: 汪周雨; Yichang, 13 de mayo de 1994) es una deportista china que compite en halterofilia.
Participó en los Juegos Olímpicos de Tokio 2020, obteniendo una medalla de oro en la categoría de 87 kg. Ganó cuatro medallas en el Campeonato Mundial de Halterofilia entre los años 2018 y 2023.

## Palmarés internacional
| Juegos Olímpicos   | Juegos Olímpicos       | Juegos Olímpicos | Juegos Olímpicos |
| Año                | Lugar                  | Medalla          | Categoría        |
| ------------------ | ---------------------- | ---------------- | ---------------- |
| 2020               | Tokio (Japón)          | Medalla de oro   | 87 kg            |
| Campeonato Mundial |                        |                  |                  |
| Año                | Lugar                  | Medalla          | Categoría        |
| 2018               | Asjabad (Turkmenistán) | Medalla de oro   | 76 kg            |
| 2019               | Pattaya (Tailandia)    | Medalla de oro   | 87 kg            |
| 2022               | Bogotá (Colombia)      | Medalla de plata | 81 kg            |
| 2023               | Riad (Arabia Saudita)  | Medalla de plata | 81 kg            |